# Vojnik

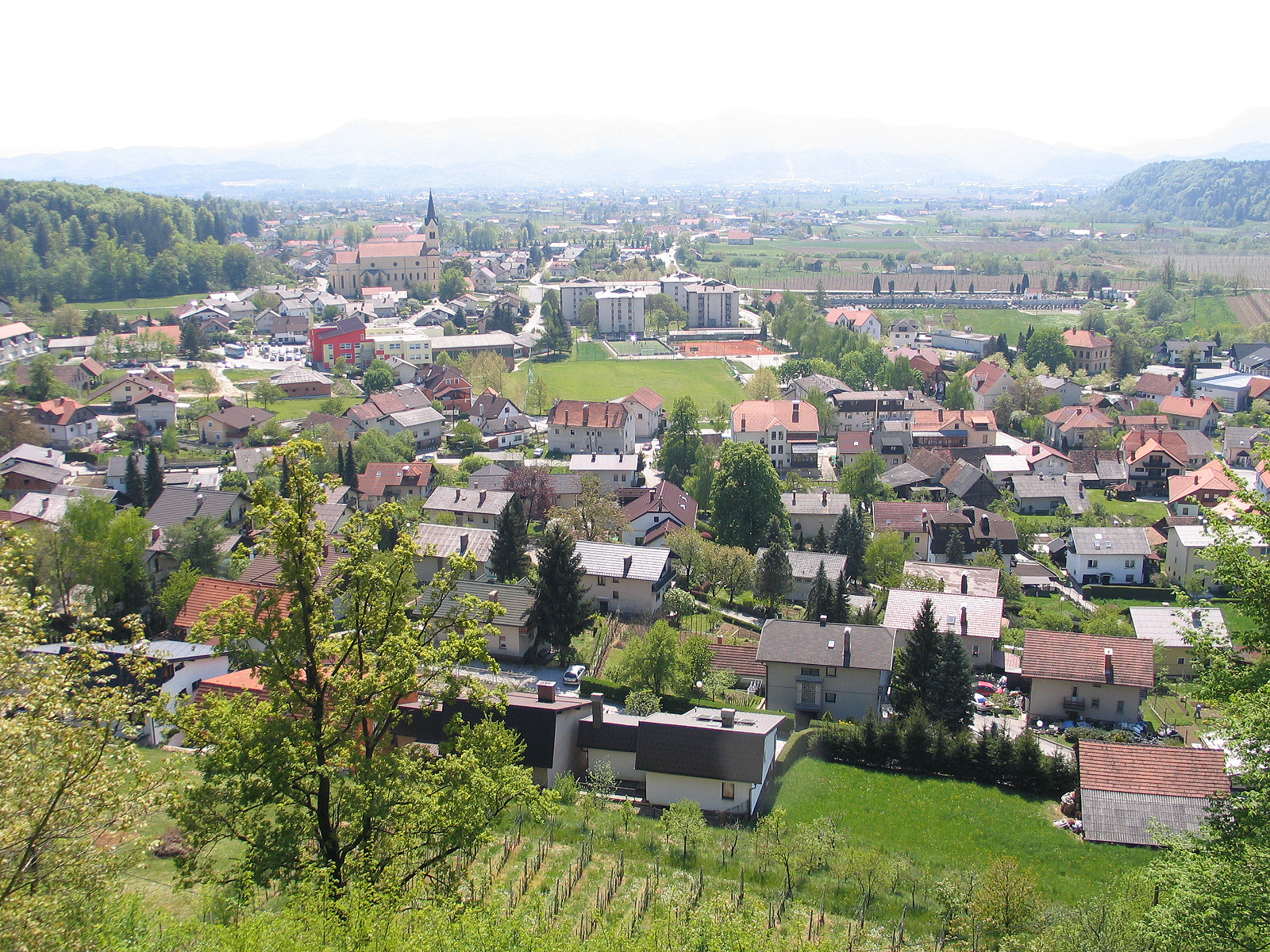
Utsikt över Vojnik med staden Celje i bakgrunden

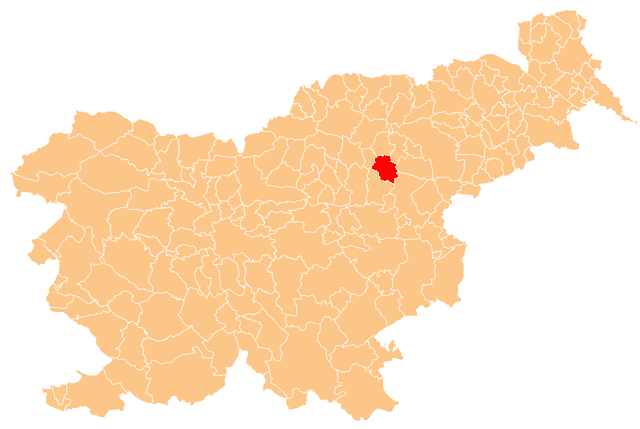
Vojniks läge.

Vojnik (tyska: Hochenegg) är en ort och kommun i Slovenien. Hela kommunen hade 8 317 invånare i slutet av 2007, varav 2 149 invånare bodde i själva centralorten.
Den ligger längs floden Hudinja norr om staden Celje.